# Parecis (tiểu vùng)
Parecis là một tiểu vùng thuộc bang Mato Grosso, Brasil. Tiều vùng này có diện tích 59224 km², dân số năm 2007 là 61771 người.